# Comuna Nikopol, Plevna
Nikopol (în bulgară Никопол) este o comună în regiunea Plevna, Bulgaria, formată din orașul Nikopol și 13 sate. 

## Localități componente

### Orașe
- Nikopol

### Sate
| - Asenovo - Bațova Mahala - Cerkovița - Debovo - Dragaș Voivoda | - Evloghievo - Jernov - Liubenovo - Lozița | - Muselievo - Novacene - Sanadinovo - Văbel |

## Demografie
Componența etnică a comunei Nikopol
     Romi (1,54%)
     Turci (23,12%)
     Bulgari (63,41%)
     Nicio identificare (11,6%)
     Altele (0,3%)
La recensământul din 2011, populația comunei Nikopol era de 9.305 locuitori. Din punct de vedere etnic, majoritatea locuitorilor (63,41%) erau bulgari, existând și minorități de turci (23,12%) și romi (1,54%). Pentru 11,6% din locuitori nu este cunoscută apartenența etnică.